# Hans Julius Wilhelm Pässler
Hans Julius Wilhelm Pässler, auch Päßler (* 17. Mai 1868 in Dresden; † 15. Juni 1938 in Leipzig), war ein deutscher Internist.

## Leben und Wirken
Er war der Sohn des Dresdner Buchdruckereibesitzers Johann Otto Wilhelm Päßler in der Holzhofgasse 12. Nach dem Besuch des König-Georg-Gymnasiums in Dresden studierte Medizin an den Universitäten Marburg, Heidelberg und Leipzig und promovierte 1892 zum Dr. med. Von 1907 bis 1933 war er Chefarzt der I. Medizinischen Klinik des Stadtkrankenhauses Dresden-Friedrichstadt und gilt als Begründer der Theorie von der "Herdinfektion".